# Hortense Haudebourt-Lescot
Hortense Haudebourt-Lescot (Parigi, 14 dicembre 1784 – Parigi, 2 gennaio 1845) è stata una pittrice francese.
Fu un'eccellente ritrattista, ma dipinse anche delicate scene di genere.

## Biografia
Antoinette Cécile Hortense Haudebourt, nata Hortense Viel, prese il cognome del secondo marito di sua madre: Lescot. Iniziò i suoi studi d'arte a soli sette anni come allieva di Guillaume Guillon Lethière (1760-1832), un artista amico di famiglia e pittore storico assai noto.

Quando costui fu nominato direttore dell'Accademia di Francia a Roma, nel 1807, Hortense lo seguì due anni dopo e rimase a Roma sino al 1816.  Lì descrisse le usanze e i costumi dei contadini italiani molto dettagliatamente. Tale esperienza straniera era rara per un'artista donna, e influenzò assai i suoi lavori. Se compì i suoi studi con Guillaume Lethière per divenire in seguito la pittrice personale di Maria Carolina Augusta di Borbone-Due Sicilie (1798-1870), duchessa du Berry.
Hortensia espose regolarmente al Salon di Parigi, esibendo circa 110 quadri fra il 1811 e il 1840. Nel 1820 sposò l'architetto Louis-Pierre Haudebourt (1788-1849).
Alcune sue opere si trovano al Louvre e a Tolosa, presso il Musée des Augustins, nonché a Château-Thierry nel Museo Jean de La Fontaine.
Morì a Parigi nel 1845 a 61 anni.
Come insegnante, Hortense Haudebourt-Lescot ebbe diversi allievi, per lo più pittrici, tra le quali si possono citare Herminie Déhérain e Marie-Ernestine Serret.

## Opere
Selezione.
- Deux merveilleuses, Musée des Augustins di Tolosa.
- Le Meunier, son Fils et l'Âne, Château-Thierry, Museo Jean de La Fontaine.[4]
- Autoportrait, Parigi, Museo del Louvre[5].
- Le jeu de la main chaude, 1812, Museo di Tours
- Portrait de Hortense Ballu, c.1835, Louvre
- Maria Fortunata d'Este, ritratto postumo. 1836, Reggia di Versailles
- Jeune femme au carnet de croquis, 1810.
- La générosité de la duchesse d'Angoulême. Collezione privata.
- Le Baisement des pieds de la statue de Saint-Pierre dans la Basilique Saint-Pierre de Rome, 1812, castello di Fontainebleau.

## Galleria d'immagini

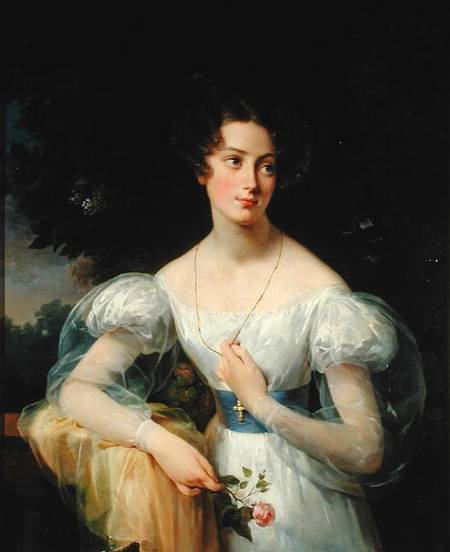
Ortensia Ballu
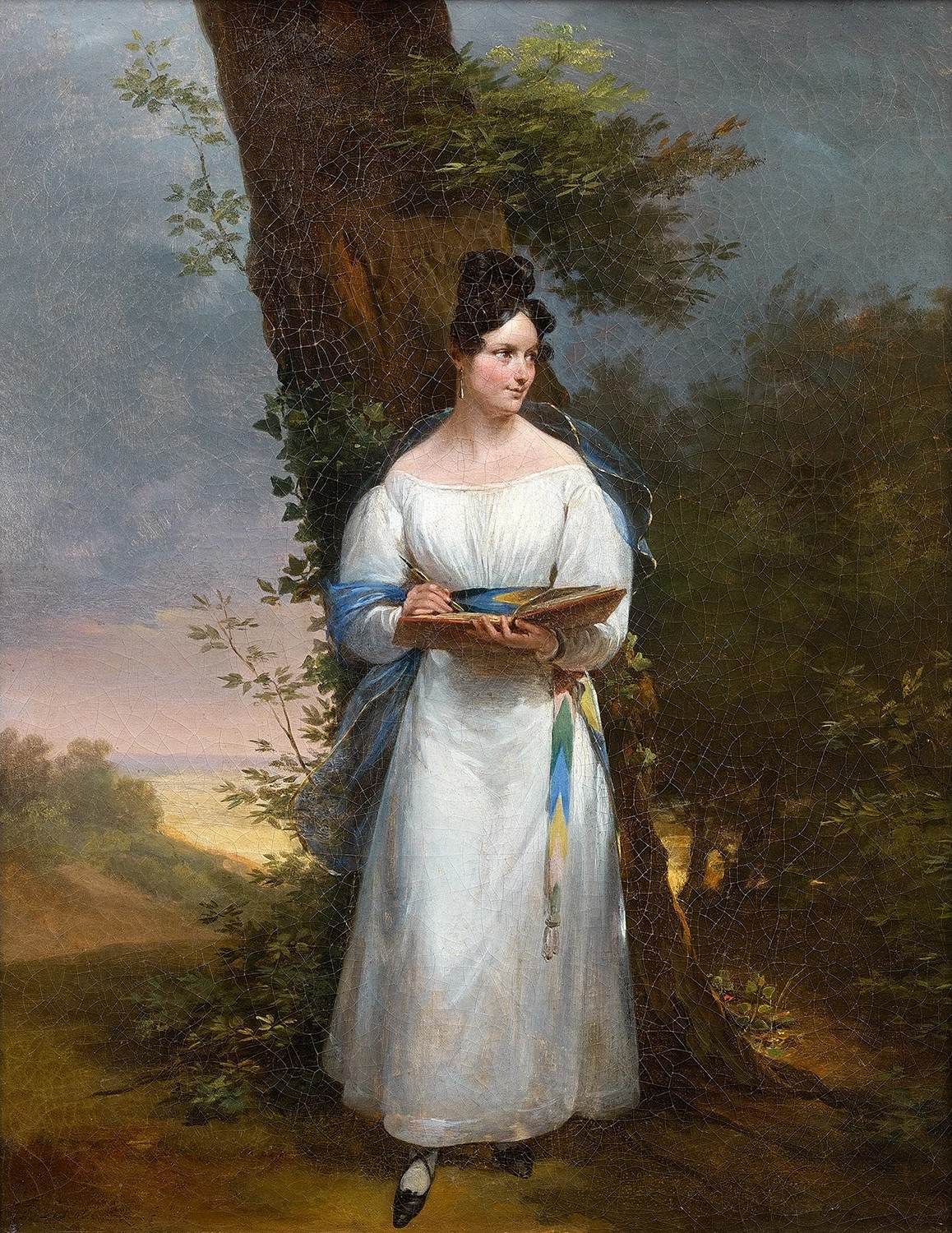
Giovinetta con quaderno da schizzi
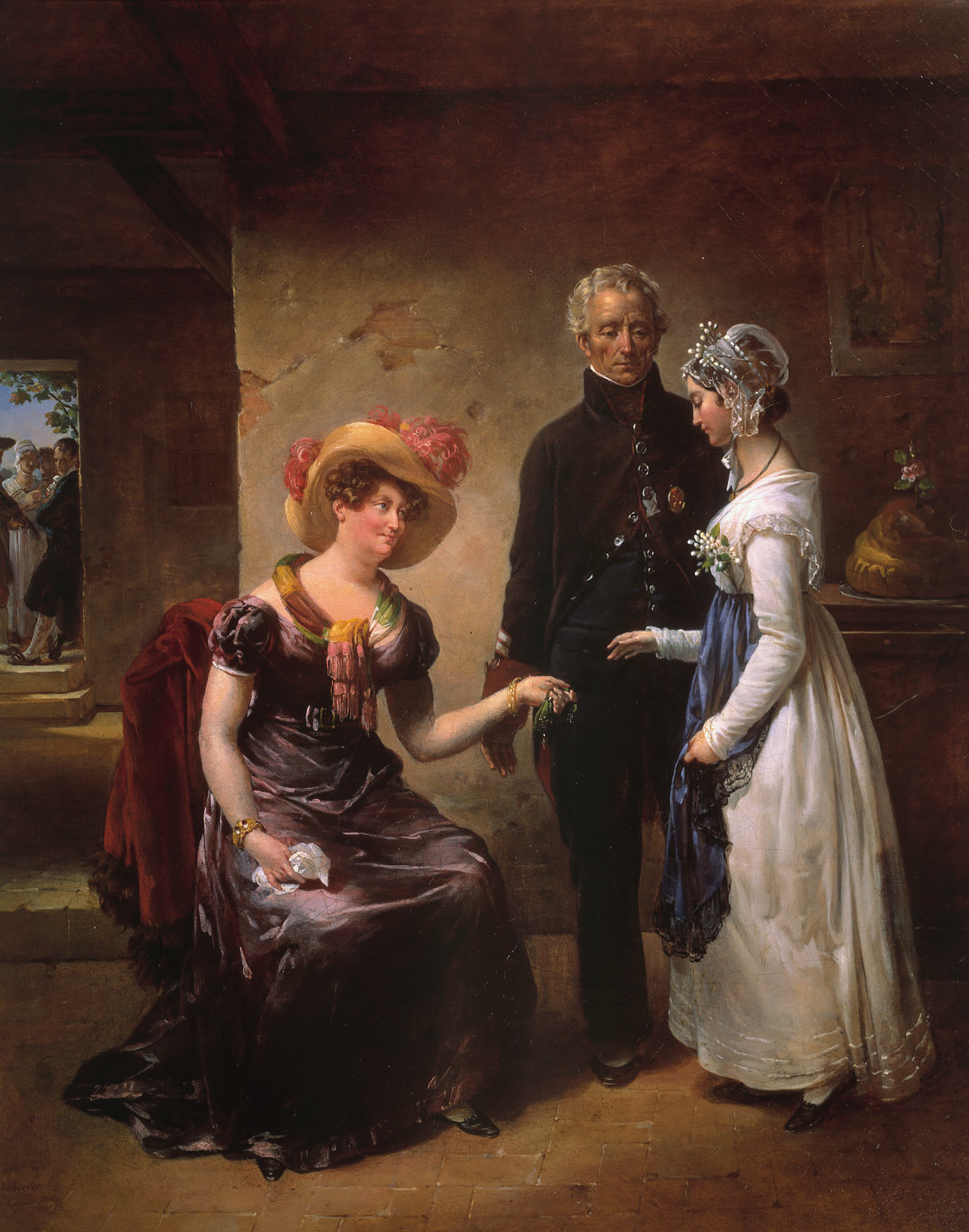
La generosità della duchessa di Angoulême
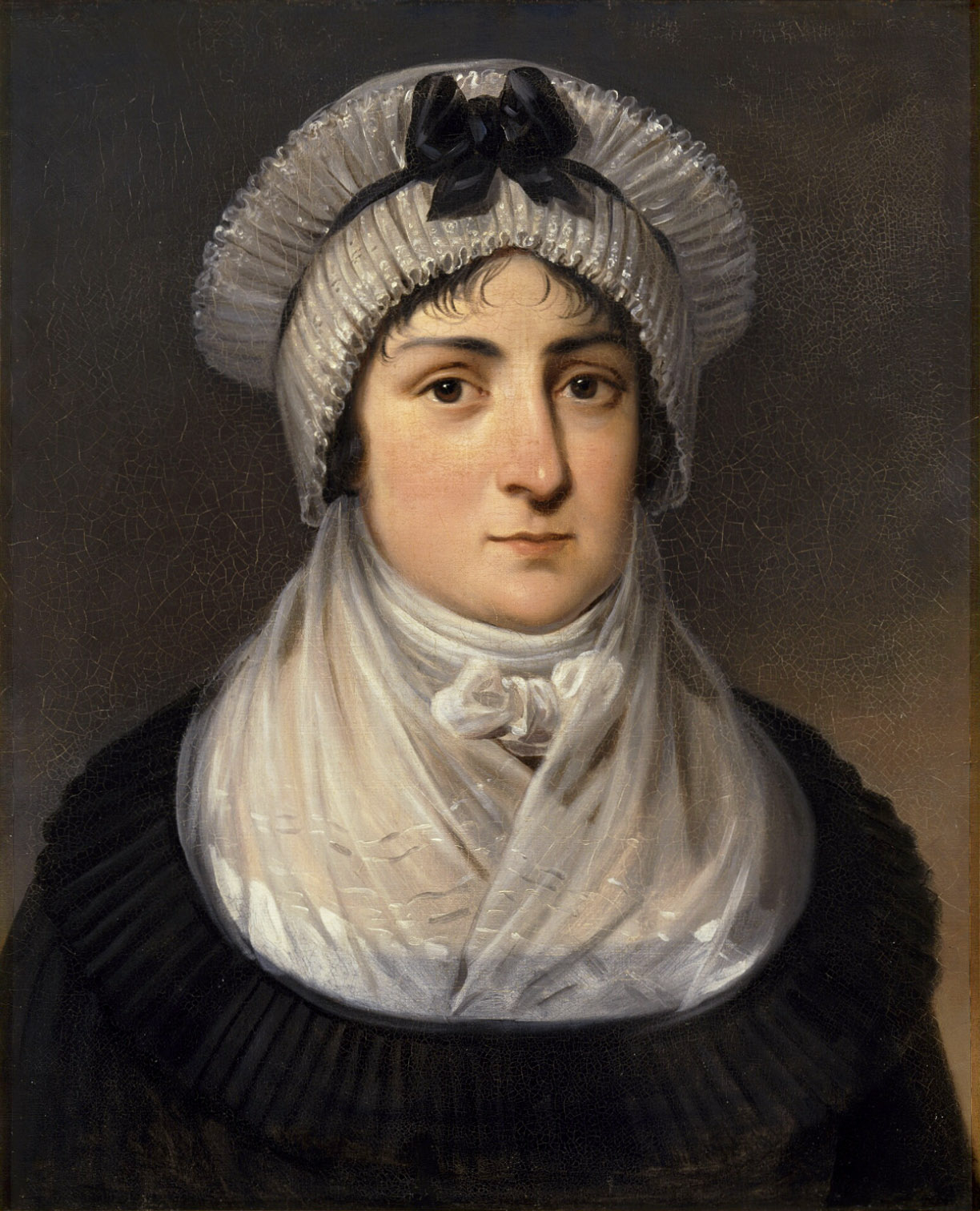
Ritratto postumo di Maria Fortunata d'Este
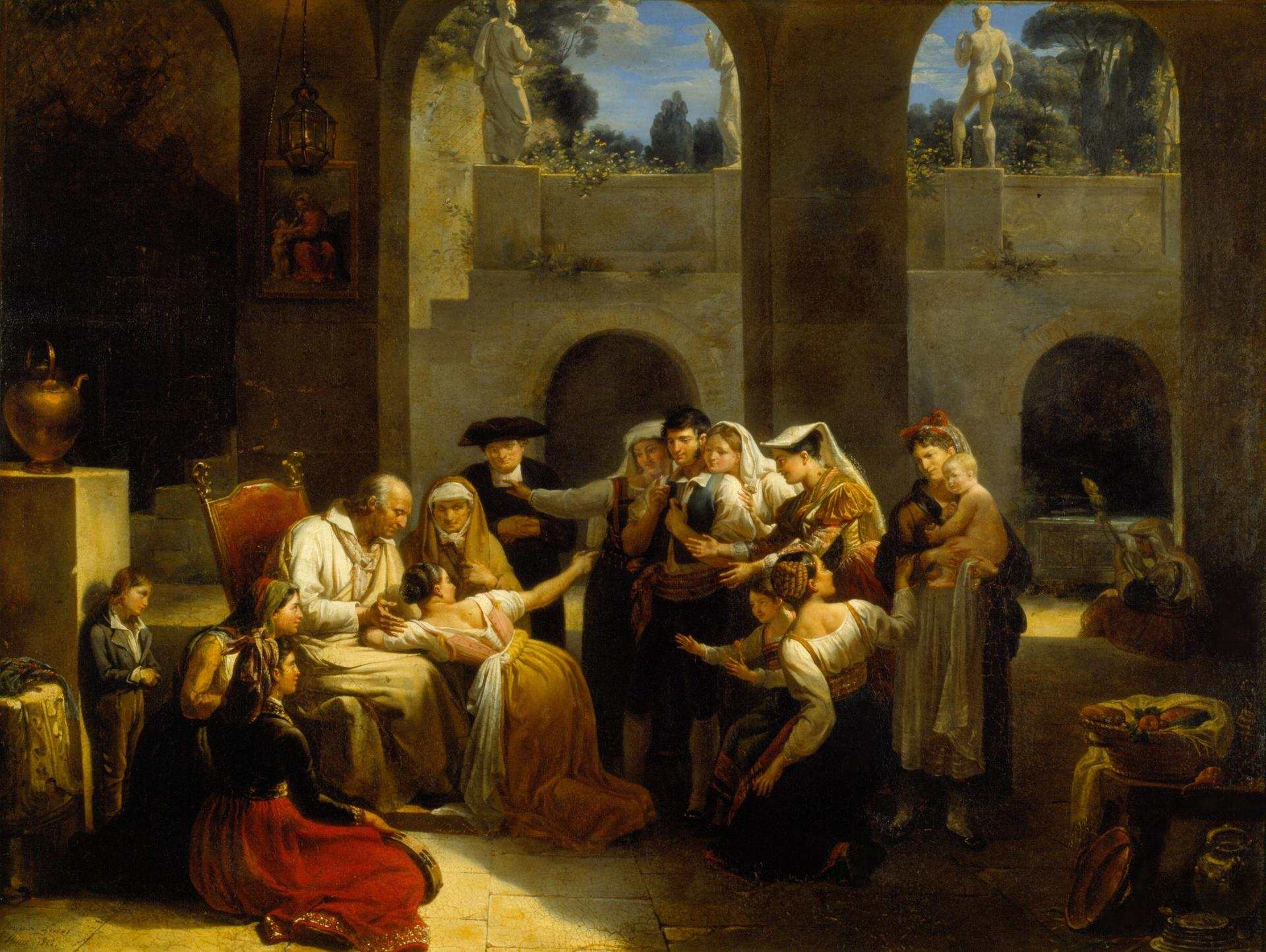
Il gioco della mano calda
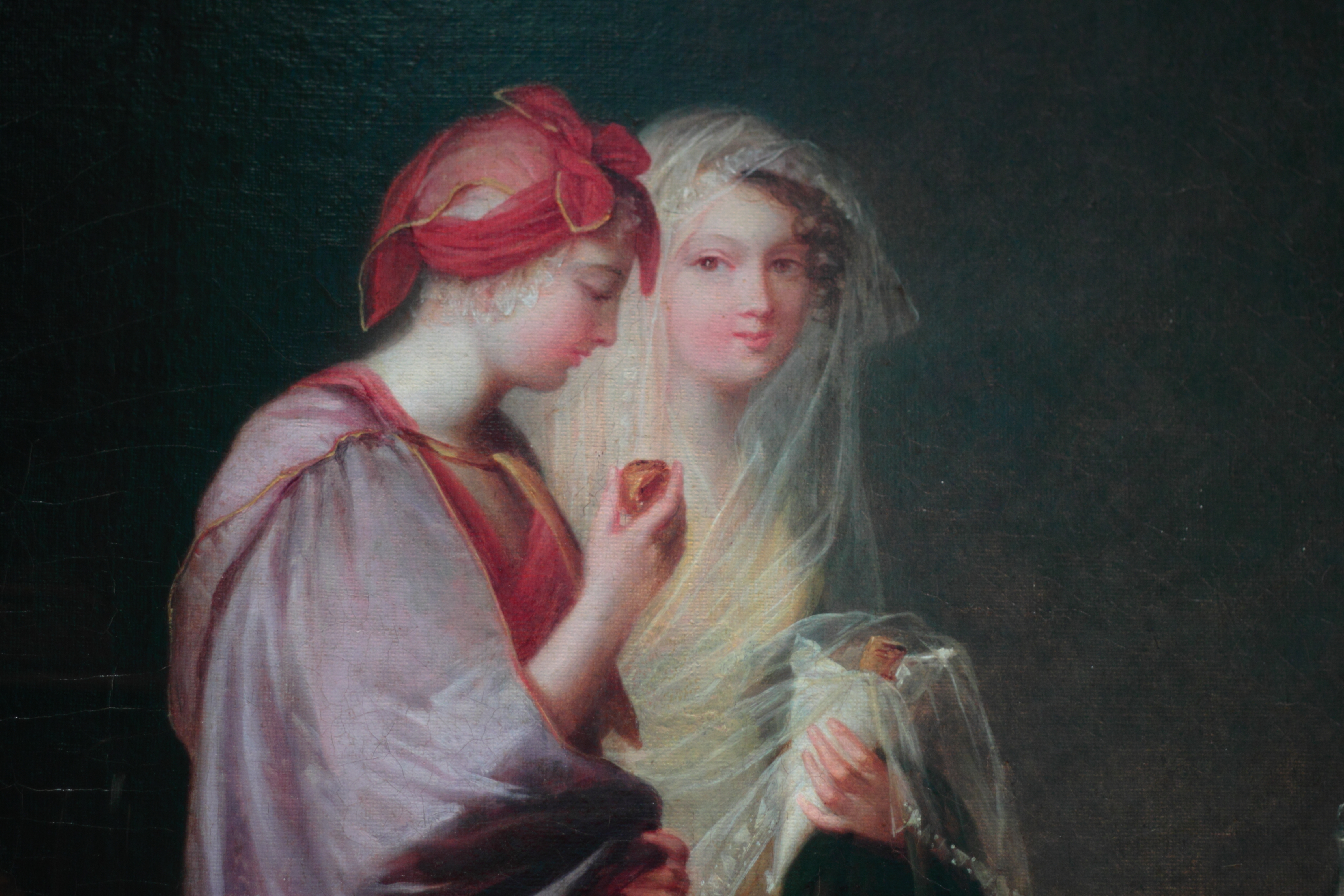
Due splendide giovani